# Винкио
Вѝнкио (на италиански: Vinchio; на пиемонтски: Vens, Венс) е село и община в Северна Италия, провинция Асти, регион Пиемонт. Разположено е на 269 m надморска височина. Населението на общината е 616 души (към 2014 г.).